# Embarcadero Villa Solari
Embarcadero Villa Solari es una estación de ferrocarril ubicada en las Afueras de la Ciudad Capital Corrientes, en el Departamento Departamento Capital en la Provincia Provincia de Corrientes, República Argentina. 

## Servicios
Se encuentra Precedida por la Estación Corrientes y le sigue la Estación Santa Ana.